# Quiero beber hasta perder el control
«Quiero beber hasta perder el control» es una canción de la banda madrileña Los Secretos, incluido en el LP El Primer Cruce.

## Descripción
Se trata de uno de los temas más emblemáticos y conocidos del grupo.
El estilo de la música presenta influencias de country americano.
Volvió a grabarse en el disco homenaje a Enrique Urquijo A Tu Lado (2000), con la voz de Carlos Goñi.
Posteriormente se ha versionado por Fito & Fitipaldis incluido en su LP A puerta cerrada (1998), Fabio Jr. y  Mar de Copas.